# Formidable (Schiff, 1901)
Die HMS Formidable war ein Schlachtschiff (Einheitslinienschiff) und das Typschiff der Formidable-Klasse der Royal Navy. Sie ging im Ersten Weltkrieg verloren, als sie am 1. Januar 1915 im Ärmelkanal von U 24 versenkt wurde.

## Geschichte
Die Formidable wurde am 21. März 1898 in Portsmouth auf Kiel gelegt, lief am 17. November 1898 vom Stapel und wurde im September 1901 fertiggestellt. Die Indienststellung des Schiffes verzögerte sich wegen verschiedener Reklamationen insbesondere der Maschinenanlage bis zum 10. Oktober 1904. Im August 1908 kehrte sie in die Heimat zurück und wurde bei ihrer Ankunft in Chatham am 17. August für eine Überholung ausgemustert. Nachdem die Überholung abgeschlossen war, wurde sie am 20. April 1909 bei ihrer Wiederindienststellung der 1. Division der Home Fleet zugeteilt. Am 29. Mai 1909 wurde sie der Atlantic Fleet zugewiesen und kehrte im Mai 1912 zur Home Fleet zurück.

### Erster Weltkrieg
Beim Beginn des Krieges wurde sie zum 5. Schlachtgeschwader der Kanalflotte vor Portland abkommandiert, um die britischen Expeditionskorps bei ihrer Überfahrt nach Frankreich zu schützen. In Erwartung einer möglichen deutschen Invasion wurde das 5. Schlachtgeschwader am 14. November nach Sheerness verlegt und kehrte am 30. Dezember nach Portland zurück.
Am 30. Dezember 1914 lief die Formidable zu einem Übungsmanöver in die Nordsee aus. Der Verband blieb nach dem Abschluss der Übung in See, da man wegen des schlechten Wetters keine Gefahr durch deutsche U-Boote vermutete. Trotzdem gelang es dem in diesem Gebiet operierenden U 24, am folgenden Tag um 2:20 Uhr morgens einen Torpedo auf das am Ende des Verbandes fahrende Schiff abzufeuern und einen Treffer auf Steuerbord in Höhe des ersten Kesselraumes zu erzielen. Unmittelbar darauf wurden alle Maschinen gestoppt und das Schiff in den Wind gedreht, in der Hoffnung, die Küste zu erreichen. Nach etwa 20 Minuten krängte das Schiff jedoch etwa 20° nach Steuerbord und es wurde der Befehl gegeben, das Schiff zu verlassen. Gegen 3:05 Uhr wurde das Schiff von einem weiteren Torpedo getroffen. Wegen des hohen Wellengangs, der von starken Winden, Regen und Dunkelheit begleitet wurde, war eine geordnete Evakuierung des Schiffs nicht möglich. Nur vier Boote konnten zu Wasser gelassen werden, von denen eines kenterte. Gegen 4:45 Uhr begann das Schiff zu kentern und fing, nachdem es für einen kurzen Augenblick ruhig im Wasser gelegen hatte, an zu sinken. 80 Mann wurden durch die Kreuzer Topaze und Diamond gerettet, weitere 70 durch einen Trawler aus Brixham. Eine Pinasse mit ursprünglich 71 Besatzungsmitgliedern wurde erst am folgenden Tag von Land aus gesichtet. 48 Mann konnten lebend geborgen werden. Von ihnen starben noch drei. Insgesamt verloren beim Untergang des Schiffs 547 Besatzungsmitglieder ihr Leben.

### Heute
Das Wrack der Formidable liegt 37 Seemeilen vor der Küste Devons auf der Position 50° 13′ 11″ N, 3° 4′ 4″ W in etwa 55 m Tiefe. Es wird durch den „Protection of Military Remains Act“ von 1986 als „Controlled Site“ geschützt. Dies bedeutet, dass im Umkreis von 300 m um die genannte Position ein striktes Tauchverbot herrscht.